# Damallsvenskan 2007
La Damallsvenskan 2007 è stata la 20ª edizione della massima divisione del campionato svedese femminile di calcio. Il campionato è iniziato il 11 aprile 2007 e si è concluso il successivo 3 novembre. L'Umeå IK ha vinto il campionato per la sesta volta nella sua storia sportiva.
Migliore marcatrice del torneo è stata Lotta Schelin, con 26 reti realizzate, che bissa la conquista del titolo individuale dopo quello del campionato precedente.

## Stagione

### Novità
Dalla Damallsvenskan 2006 sono stati retrocessi in Division 1 il Jitex BK e il Mallbackens IF Sunne. Dalla Division 1 sono stati promossi l'AIK, alla sua quarta promozione in massima serie, e il Falköping, all'esordio in Damallsvenskan, primi classificati rispettivamente nei gironi Norra (Nord) e Södra (Sud).

### Formato
Le 12 squadre si affrontano in un girone all'italiana con partite di andata e ritorno, per un totale di 22 giornate. La squadra prima classificata è campione di Svezia, e accede alla UEFA Women's Cup 2008-2009, mentre le ultime due classificate retrocedono in Division 1.

## Squadre partecipanti
| Club                 | Città      | Stadio                    | Stagione 2006                                       |
| -------------------- | ---------- | ------------------------- | --------------------------------------------------- |
| AIK                  | Solna      | Skytteholms Idrottsplats  | 1º posto in Division 1 Norra                        |
| Bälinge              | Bälinge    | Årsta IP Konstgräs        | 9º posto in Damallsvenskan                          |
| Djurgården           | Stoccolma  | Stadio Olimpico           | 2º posto in Damallsvenskan (come Djurgården/Älvsjö) |
| Falköping            | Falköping  | Odenplan                  | 1º posto in Division 1 Södra                        |
| Hammarby             | Stoccolma  | Zinkensdamms Idrottsplats | 7º posto in Damallsvenskan                          |
| KIF Örebro           | Örebro     | Behrn Arena               | 6º posto in Damallsvenskan                          |
| Kopparbergs/Göteborg | Göteborg   | Valhalla Idrottsplats     | 5º posto in Damallsvenskan                          |
| LdB Malmö            | Malmö      | Malmö Idrottsplats        | 4º posto in Damallsvenskan (come Malmö FF)          |
| Linköping            | Linköping  | Linköping Arena           | 3º posto in Damallsvenskan                          |
| QBIK                 | Karlstad   | Tingvalla Idrottsplats    | 10º posto in Damallsvenskan                         |
| Sunnanå SK           | Skellefteå | Norrvalla Idrottsplats    | 8º posto in Damallsvenskan                          |
| Umeå IK              | Umeå       | Gammliavallen             | Campione di Svezia                                  |

## Classifica finale
Fonte: sito ufficiale.
|  | Pos. | Squadra              | Pt | G  | V  | N | P  | GF | GS | DR  |
|  | ---- | -------------------- | -- | -- | -- | - | -- | -- | -- | --- |
|  | 1.   | Umeå IK              | 51 | 22 | 20 | 0 | 2  | 81 | 19 | +62 |
|  | 2.   | Djurgården           | 45 | 22 | 16 | 3 | 3  | 51 | 20 | +31 |
|  | 3.   | LdB Malmö            | 38 | 22 | 14 | 3 | 5  | 54 | 17 | +37 |
|  | 4.   | Kopparbergs/Göteborg | 35 | 22 | 12 | 2 | 8  | 54 | 47 | +7  |
|  | 5.   | Sunnanå SK           | 35 | 22 | 9  | 8 | 5  | 36 | 25 | +11 |
|  | 6.   | Linköping            | 30 | 22 | 10 | 5 | 7  | 40 | 30 | +10 |
|  | 7.   | KIF Örebro           | 21 | 22 | 8  | 6 | 8  | 28 | 32 | −4  |
|  | 8.   | Hammarby             | 19 | 22 | 6  | 3 | 13 | 27 | 46 | −19 |
|  | 9.   | Bälinge              | 15 | 22 | 5  | 4 | 13 | 29 | 42 | −13 |
|  | 10.  | AIK                  | 14 | 22 | 3  | 6 | 13 | 10 | 45 | −35 |
|  | 11.  | Falköping            | 9  | 22 | 4  | 2 | 16 | 17 | 65 | −48 |
|  | 12.  | QBIK                 | 5  | 22 | 1  | 6 | 15 | 16 | 55 | −39 |

Legenda:
      Campione di Svezia e ammessa alla UEFA Women's Cup 2008-2009.
      Retrocesse in Division 1.
Note:
Tre punti a vittoria, uno a pareggio, zero a sconfitta.

## Risultati

### Tabellone
|             | AIK  | Bäl  | Dju  | Fal  | Ham  | KIF  | KGö  | LdB  | Lin  | QBI  | Sun  | UmI  |
| ----------- | ---- | ---- | ---- | ---- | ---- | ---- | ---- | ---- | ---- | ---- | ---- | ---- |
| AIK         | ---- | 1-0  | 0-3  | 2-0  | 3-2  | 0-0  | 0-2  | 0-0  | 1-1  | 0-0  | 1-2  | 0-4  |
| Bälinge     | 2-0  | ---- | 1-1  | 2-2  | 0-2  | 4-1  | 2-7  | 0-1  | 1-2  | 0-0  | 2-2  | 1-2  |
| Djurgården  | 7-0  | 2-1  | ---- | 4-0  | 1-0  | 1-0  | 1-0  | 2-0  | 2-1  | 3-1  | 1-1  | 3-5  |
| Falköping   | 3-0  | 0-3  | 0-4  | ---- | 0-2  | 2-0  | 0-3  | 0-4  | 2-1  | 2-2  | 2-2  | 0-5  |
| Hammarby    | 0-0  | 1-2  | 1-2  | 4-2  | ---- | 1-1  | 2-3  | 1-3  | 0-2  | 2-1  | 1-1  | 0-1  |
| KIF Örebro  | 0-0  | 1-0  | 2-1  | 3-0  | 3-2  | ---- | 3-0  | 1-3  | 1-1  | 1-0  | 0-2  | 1-2  |
| K. Göteborg | 3-1  | 4-3  | 3-2  | 5-1  | 6-0  | 3-3  | ---- | 2-7  | 0-4  | 4-1  | 2-3  | 0-3  |
| LdB Malmö   | 3-0  | 2-0  | 0-2  | 3-0  | 4-0  | 5-0  | 4-1  | ---- | 4-1  | 7-0  | 1-0  | 1-2  |
| Linköping   | 2-0  | 3-2  | 2-3  | 3-0  | 6-1  | 1-1  | 1-2  | 1-0  | ---- | 4-1  | 2-2  | 0-2  |
| QBIK        | 2-1  | 2-2  | 0-3  | 1-2  | 0-1  | 1-2  | 1-1  | 2-2  | 0-1  | ---- | 0-1  | 0-4  |
| Sunnanå     | 1-0  | 1-0  | 1-1  | 8-0  | 0-2  | 1-3  | 0-1  | 0-0  | 1-1  | 4-0  | ---- | 3-2  |
| Umeå IK     | 8-0  | 7-1  | 1-2  | 4-1  | 5-2  | 2-1  | 5-2  | 2-0  | 4-0  | 8-1  | 3-0  | ---- |

## Statistiche

### Classifica marcatrici
Fonte: sito ufficiale.
| Gol |  |  | Giocatore             | Squadra     |
| --- |  |  | --------------------- | ----------- |
| 26  |  |  | Lotta Schelin         | K. Göteborg |
| 25  |  |  | Marta                 | Umeå IK     |
| 17  |  |  | Victoria Svensson     | Djurgården  |
| 15  |  |  | Madelaine Edlund      | Umeå IK     |
| 11  |  |  | Emelia Erixon         | KIF Örebro  |
| 10  |  |  | Manon Melis           | LdB Malmö   |
| 9   |  |  | Maria Aronsson        | Linköping   |
| 9   |  |  | Sara Lindén           | K. Göteborg |
| 8   |  |  | Ásthildur Helgadóttir | LdB Malmö   |
| 8   |  |  | Hanna Ljungberg       | Umeå IK     |